# Aeschropteryx palindaria
Aeschropteryx palindaria là một loài bướm đêm trong họ Geometridae.